# Khorgos
Khorgos, oficialmente conhecida como Korgas (chinês tradicional: 霍爾果斯, chinês simplificado: 霍尔果斯, pinyin: Huò'ěrguǒsī, em cazaque:  قورعاس,, romanizado: Qorgás), também conhecida como Khorgas, Chorgos e Gorgos, anteriormente Gongchen (chinês: 拱宸城), é uma cidade chinesa perto da fronteira com o Cazaquistão. Está localizada na Prefeitura Autônoma Cazaque de Ili, na Região Autônoma Uigur de Xinjiang. A cidade no lado cazaque da fronteira também é conhecida como Khorgas (em cazaque:  Қорғас, قورغاس, Qorǵas; em russo:  Хоргос, Khorgos). A estação de trem é chamada Altynkol (em russo:  Алтынколь) 
A área de Khorgos é um centro da Nova Ponte Terrestre da Eurásia que se situa além do Passo de Alatau (o historicamente importante Portão da Zungária). O centro compreende: uma zona econômica especial isenta de vistos para a realização de comércio e compras chamada International Center for Border Cooperation (ICBC), um porto seco para o transporte de mercadorias e duas novas cidades, uma de cada lado da fronteira.

## Transporte
A Ferrovia Jinghe–Yining–Khorgos foi concluída no final de 2009 e agora fornece serviço de transporte de trem de Ürümqi e Yining para Khorgos.
Os trens de passageiros de Ürümqi (iniciados em 1º de julho de 2010), no entanto, inicialmente corriam apenas para Yining, e não percorriam todo o caminho para Khorgos. Um dos trens diários de Ürümqi para Yining foi estendido para Khorgos em dezembro de 2013. O tempo de viagem de Khorgos a Yining é de pouco mais de uma hora.
Em dezembro de 2011, uma ferrovia de 293 km da fronteira com Khorgos até o terminal de Zhetygen (próximo de Almati) foi concluída; as linha dos lados chinês e cazaque das fronteiras foram conectadas em 2 de dezembro de 2012. Por alguns meses, a ferrovia do lado cazaque operou somente em modo de teste. A passagem da fronteira ferroviária (porto de entrada) em Khorgos entrou em operação no final de 2012; os primeiros trens regulares dos dois países cruzaram a fronteira em 22 de dezembro de 2012. Assim, Khorgos, sendo um porto seco internacional, é responsável por conectar o Cazaquistão sem litoral ao porto marítimo de Lianyungang na China.
Estima-se que a travessia da fronteira ferroviária processe até 15 milhões de toneladas de carga por ano, inicialmente, com o volume subindo para até 30 milhões de toneladas por ano a longo prazo, abrindo a segunda ligação ferroviária Europa-China através do Cazaquistão.
Guindastes de pórtico de 41 toneladas são usados para mover contêineres entre trens chineses de bitola padrão e trens cazaques de bitola russa.
Em junho de 2017, o Birô de Ferrovia de Ürümqi da China Railway deu início ao serviço diário de passageiros de Ürümqi a Astana via Khorgos.